# Ла Вила (Мачерата)
Ла Вила (итал. La Villa) насеље је у Италији у округу Мачерата, региону Марке.
Према процени из 2011. у насељу је живело 113 становника. Насеље се налази на надморској висини од 509 м.